# Apollosa
Apollosa község (comune) Olaszország Campania régiójában, Benevento megyében.

## Fekvése
A megye déli részén fekszik, 50 km-re északkeletre Nápolytól, 8 km-re délnyugatra a megyeszékhelytől. Határai: Benevento, Campoli del Monte Taburno, Castelpoto, Ceppaloni, Montesarchio és San Leucio del Sannio.

## Története
Eredetéről pontos adatok nincsenek. Valószínűleg egy oszk, vagy római település már létezett a területén, erre azonban konkrét bizonyítékok nincsenek, csak egy taberna romjai az egykori Via Appia nyomvonala mellett. Első írásos emlékei a 6. századból származnak. A következő századokban nemesi birtok volt. A 19. században nyerte el önállóságát, amikor a Nápolyi Királyságban felszámolták a feudalizmust.

## Népessége
A népesség számának alakulása:

## Főbb látnivalói
- Palazzo Baronale
- Santa Maria Assunta-templom